# Aloísio Pires Alves
Aloísio Pires Alves (Pelotas, 16 augustus 1963), voetbalnaam Aloísio, is een voormalig Braziliaans voetballer. Hij speelde als centrale verdediger.

## Clubvoetbal
Aloísio speelde in eigen land bij SC Internacional. Hij was in 1988 de eerste aankoop van Johan Cruijff bij FC Barcelona. De verdediger speelde tot 1990 voor de Catalaanse club, waarmee hij de Europa Cup II (1989) en de Copa del Rey (1990) won. In 1990 vertrok Aloísio naar FC Porto, waar hij tot het einde van zijn loopbaan in 2001 zou spelen. Met Os Dragões won Aloísi zeven landstitels (1992, 1993, 1995, 1996, 1997, 1998, 1999) en vier Portugese bekers (1994, 1998, 2000, 2001).

## Nationaal elftal
Aloísio won in 1988 met Brazilië de zilveren medaille op de Olympische Spelen van Seoel. Bovendien speelde de verdediger zeven interland voor het Braziliaans nationaal elftal.

## Erelijst
FC Barcelona
- Europacup II

1989